# Man's Ruin Records
Man's Ruin Records fue una compañía discográfica independiente estadounidense fundada en 1994 y cesada en el 2001 por el artista y diseñador fallecido: Frank Kozik que antes ya había trabajado con artistas como Pearl Jam, Butthole Surfers, Soundgarden, The Offspring y Helmet.
La discográfica se enfocaba en el estilo underground y principalmente englobaba a artistas del stoner rock, desert rock, heavy metal, doom metal, drone metal, grunge, hardcore punk, entre otros.

## Algunos artistas de la discográfica
Algunos artistas no pertenecieron a Man's Ruin Records, pero algunos materiales discográficos fueron reeditados por la discográfica.
- 7 Year Bitch
- Beaver
- Dwarves
- Kyuss
- Los Natas (Argentina)
- Melvins
- Nebula
- Queens of the Stone Age
- Sex Pistols (solo reediciones)
- Turbonegro
- Vodka Collins (Japón)
- Zeke